# Georg Fredric Berholtz
Georg Fredric Berholtz, född 19 augusti 1707 i Norrköping, Östergötlands län, död 5 september 1763 i Skärkinds församling, Östergötlands län, var en svensk präst.

## Biografi
Georg Fredric Berholtz föddes 1707 i Norrköping. Han var son till bryggaren Fredric Berholtz och Catharina Münchenberg. Berholtz blev höstterminen 1725 student vid Uppsala universitet och hösterminen 1728 vid Lunds universitet. Han avlade filosofie kandidatexamen 1732 och blev 21 januari 1735 gymnasieadjunkt vid Katedralskolan i Linköping. Berholtz blev 27 april 1737 rektor vid Norrköpings trivialskola och prästvigdes 8 september 1741. Han avled 13 januari 1742 kyrkoherde i Skärkinds församling och var predikant vid prästmötet 1745. Berholtz blev 16 januari 1751 kontraktsprost i Skärkinds kontrakt. Han avled 1763 i Skärkinds församling och begravdes 27 september samma år av biskop Petrus Filenius. Berholtz lik fördes till Linköping och gravsattes i Linköpings domkyrka.
Berholtz ägde Minsjö i Västra Husby socken och Ulberstad i Skärkinds socken.

### Familj
Berholtz gifte sig 1743 med Anna Elisabeth Grotte (1728–1793), som var dotter till borgmästaren Carl Gustaf Grotte i Söderköping samt efter Berholtz död omgift med amiralitetskaptenen Peter von Stierneman.